# دوري الدرجة الأولى الليتواني 1930
دوري الدرجة الأولى الليتواني 1930 هو الموسم 9 من دوري الدرجة الأولى الليتواني. أشرف على تنظيمه اتحاد ليتوانيا لكرة القدم، وكان عدد الأندية المشاركة فيه 19، وفاز فيه KSS Klaipėda ‏.